# Falles 2021
Les Falles de València de l'any 2021 van celebrar-se el setembre, per causa de l'epidèmia de coronavirus d'aquell mateix any, i que ja havia provocat la cancel·lació de l'edició del 2020.

## Context
El dimecres 11 de març del 2020, el President de la Generalitat, Ximo Puig, va anunciar la suspensió tant de les falles com de la Magdalena. Tot i que inicialment es plantejà la celebració en dates més tardanes, finalment, el 13 de maig de 2020 s'anuncià la suspensió de la festa, després que els diferents agents afectats foren consultats.
De cara al 2021, la poca incidència de la vacunació en el mes de març feia poc recomanable la celebració de l'esdeveniment. El maig del 2021, l'assemblea de presidents de falles va ratificar una proposta per a celebrar-les el setembre. D'altres municipis que plantejaren el mateix, com Alzira, les endarreririen fins al pont del Nou d'Octubre, ja que a l'estiu hi hagué major incidència en els contagis del virus. Per la seua banda, Bunyol les cancel·la definitivament.